# Kopce (Lubliniec)
Kopce – dzielnica Lublińca znajdująca się we wschodniej części miasta. Jest jedną z najbardziej uprzemysłowionych dzielnic Lublińca. Graniczy od strony zachodniej z osiedlem o umownej nazwie Zawiadukcie, od strony południowej z dzielnicą Droniowiczki.